# 希科里鎮區 (北卡羅萊納州卡托巴縣)
希科里鎮區（英語：Hickory Township）是位於美國北卡羅萊納州卡托巴縣的一個鎮區。

## 地方資料
希科里鎮區的面積為176.11平方千米，皆為陸地。根據2020年美國人口普查的數據，當地共有人口64239人，而人口密度為每平方千米364.77人。